# ایزیکیل هام
ایزیکیل هام (عربی: إيزاكيل نعيم العم؛ زادهٔ ۱۰ مارس ۱۹۹۴) بازیکن فوتبال اهل سوریه است.
از باشگاه‌هایی که در آن بازی کرده‌است می‌توان به باشگاه فوتبال آرژانتینوس جونیورز اشاره کرد.
وی همچنین در تیم ملی فوتبال سوریه بازی کرده‌است.